# Rózsaszín Párduc és barátai
A Rózsaszín párduc és barátai (eredeti cím: Pink Panther and Pals) 2010-ben futott amerikai televíziós 2D-s számítógépes animációs sorozat, amely Rózsaszín párduc sorozata alapján készült.

## Cselekmény
A sorozatnak két történetszála van. Az egyik A rózsaszín párduc, a másik a Hangya és a hangyász.

### A rózsaszín párduc
A rózsaszín párduc minden kalandba bekeveredik, nagy részben Nagyorr miatt.  

### A hangya és a hangyász
A Hangyász mindig megpróbálja elkapni a Hangyát, de sikertelenül, mert a Hangya mindig meglóg a Hangyász elől.

## Szereplők
- Rózsaszín párduc – Egy ravasz párduc, aki mindig szereti a saját színét, a rózsaszínt.
- Nagyorr (Kisember) – A rózsaszín párduc ellensége, aki utálja a rózsaszínt. (eredeti hangja Alex Nussbaum)
- Hangyász – A hangya éhes ellensége, aki mindig megpróbálja megenni a Hangyát. (eredeti hangja Eddie Garvar, magyar hangja Forgács Gábor)
- Hangya – Nagyon ravasz és eszes, aki folyton túl jár a hangyász eszén. (eredeti hangja Kel Mitchell, magyar hangja Szokol Péter)
- Öszvér – Egy szemtelen és makacs ló, a A rózsaszín stoppos című 1967-es epizódból.
- Korcs – A kisember kutyája a 60-as évek 3 epizódjából való, a Rózsaszín altatóból, a Rózsaszín paradicsomból és a Rózsaszín settenkedőből, persze a Tartsuk rózsaszínűen erdeinket című 1975-ös epizódból is.
- Gracie gorilla – Egy nagyon gondos gorilla anyuka, aki neveli gyermekét. (eredeti hangja: Bob Spang, magyar hangja: Némedi Mari)
- Rowdy – Egy nagyon durva orrszarvú, aki nem szereti, ha a hangyász zavarja. (eredeti hangja: Bob Spang, magyar hangja: Törköly Levente)
- Eli – Egy behemót elefánt, a hangyásznak meggyűlik a baja vele. (eredeti hangja: John Over, magyar hangja: Schneider Zoltán)
- Leopard – Egy furfangos leopárd, aki segít a hangyának, hogy a hangyász meg ne egye. (eredeti hangja: Alex Nussbaum, magyar hangja: Crespo Rodrigo)
- Női narrátor – Egy női hang, aki segít a rózsaszín párducnak a problémáján. (eredeti hangja: Jeannie Elias, magyar hangja Németh Kriszta)
- Narrátor – Egy mesemondó a rózsaszín párducból, kommentátor a versenyeken és a TV-műsorokban is az ő hangja van. (eredeti hangja: Alex Nussbaum, magyar hangja: Seder Gábor)

További magyar hangok: Faragó András, Gardi Tamás, Joó Gábor, Kisfalusi Lehel, Petridisz Hrisztosz, Renácz Zoltán, Varga Rókus

## Epizódok
| Évad | Évad | Epizódok | Eredeti sugárzás | Eredeti sugárzás    | Magyar sugárzás      | Magyar sugárzás    |
| Évad | Évad | Epizódok | Évadpremier      | Évadfinálé          | Évadpremier          | Évadfinálé         |
| ---- | ---- | -------- | ---------------- | ------------------- | -------------------- | ------------------ |
|      | 1    | 26 (78)  | 2010. március 7. | 2010. augusztus 23. | 2010. szeptember 11. | 2010. december 26. |

### 1. évad
| #  | Eredeti cím                       | Magyar cím                        | Eredeti premier     | Magyar premier       |
| -- | --------------------------------- | --------------------------------- | ------------------- | -------------------- |
| 1  | Pink Up the Volume                | Csavard fel a hangerőt!           | 2010. március 7.    | 2010. szeptember 11. |
| 1  | Zeus Juice                        | A csodaturmix                     | 2010. március 7.    | 2010. szeptember 11. |
| 1  | A Pink and Stormy Night           | Viharos éjszaka                   | 2010. március 7.    | 2010. szeptember 11. |
| 2  | Pink Hi-Tops                      | A csodálatos magas szárú          | 2010. március 14.   | 2010. szeptember 12. |
| 2  | Land of the Gi-Ants               | Óriások földjén                   | 2010. március 14.   | 2010. szeptember 12. |
| 2  | Pink Thumb                        | Rózsaszín beszivárgás             | 2010. március 14.   | 2010. szeptember 12. |
| 3  | Pink Magic                        | Rózsaszín trükkök                 | 2010. március 21.   | 2010. szeptember 18. |
| 3  | Party Animals                     | Állati buli                       | 2010. március 21.   | 2010. szeptember 18. |
| 3  | Pink 'n Putt                      | Bent a lyukban                    | 2010. március 21.   | 2010. szeptember 18. |
| 4  | Pinxillated                       | Játékőrület                       | 2010. március 28.   | 2010. szeptember 19. |
| 4  | Zoo Ruse                          | Állatkerti séta                   | 2010. március 28.   | 2010. szeptember 19. |
| 4  | The Spy Wore Pink                 | Rózsaszín kém                     | 2010. március 28.   | 2010. szeptember 19. |
| 5  | Remotely Pink                     | Távkapcsolás                      | 2010. április 4.    | 2010. október 2.     |
| 5  | I Didn't See That Coming          | Nem láttam előre                  | 2010. április 4.    | 2010. október 2.     |
| 5  | Pink Party of One                 | Vendéglátó ipar                   | 2010. április 4.    | 2010. október 2.     |
| 6  | Pink Pool Fool                    | A medence ördöge                  | 2010. április 11.   | 2010. október 3.     |
| 6  | The Aardvark's New Moves          | Hangyász fejlődik                 | 2010. április 11.   | 2010. október 3.     |
| 6  | The Mighty Pinkwood Tree          | Favágó élet                       | 2010. április 11.   | 2010. október 3.     |
| 7  | Pink Suds & Clean Duds            | Mosodai gondok                    | 2010. április 18.   | 2010. október 16.    |
| 7  | Dog Daze                          | Szimat                            | 2010. április 18.   | 2010. október 16.    |
| 7  | The Pink Painter Show             | A rózsaszín párduc kiállítása     | 2010. április 18.   | 2010. október 16.    |
| 8  | Cleanliness is Next to Pinkliness | Vízi csata                        | 2010. április 25.   | 2010. október 17.    |
| 8  | Baby Makes Three                  | Néha jól jön egy baba             | 2010. április 25.   | 2010. október 17.    |
| 8  | Pinkazoic Era                     | Rózsazoikus kor                   | 2010. április 25.   | 2010. október 17.    |
| 9  | Pinkaroni Pizza                   | Rózsaszín pizza                   | 2010. május 2.      | 2010. október 9.     |
| 9  | Find Your Own Ant                 | A saját hangya                    | 2010. május 2.      | 2010. október 9.     |
| 9  | Gold, Silver, Bronze & Pink       | Arany, ezüst, bronz és rózsaszín  | 2010. május 2.      | 2010. október 9.     |
| 10 | Life in the Pink Lane             | Aki tud, az tud                   | 2010. május 9.      | 2010. október 10.    |
| 10 | Mitey Blue                        | Oktáv atka                        | 2010. május 9.      | 2010. október 10.    |
| 10 | Wild Pinkdom                      | Párduc a vadonabn                 | 2010. május 9.      | 2010. október 10.    |
| 11 | Knights in Pink Armor             | Rózsaszín páncélok                | 2010. május 16.     | 2010. október 17.    |
| 11 | Grampy's Visit                    | Hangypapa látogatóba jön          | 2010. május 16.     | 2010. október 17.    |
| 11 | Itching to Be Pink Flea           | Viszkető párduc                   | 2010. május 16.     | 2010. október 17.    |
| 12 | Shop-Pink Spree                   | Megvesszük a boltot               | 2010. május 23.     | 2010. október 18.    |
| 12 | Spaced Out                        | Űrhangya                          | 2010. május 23.     | 2010. október 18.    |
| 12 | Pink Pink Pink Pink               | Szorozva 4-gyel                   | 2010. május 23.     | 2010. október 18.    |
| 13 | Pink Beard                        | Rózsaszín szakáll                 | 2010. május 30.     | 2010. október 24.    |
| 13 | One Small Step for Ant            | Hangya kilövi magát               | 2010. május 30.     | 2010. október 24.    |
| 13 | Chilled to the Pink               | Ormány a fagyban                  | 2010. május 30.     | 2010. október 24.    |
| 14 | The Pink is in the Mail           | Rózsaszín postás                  | 2010. június 6.     | 2010. október 25.    |
| 14 | Aard Fu                           | Harcművész hangyász               | 2010. június 6.     | 2010. október 25.    |
| 14 | Pink's Peak                       | Rózsaszín csúcs                   | 2010. június 6.     | 2010. október 25.    |
| 15 | And Not a Drop to Pink            | A régi íz                         | 2010. június 13.    | 2010. október 31.    |
| 15 | Ant Arctic                        | Hangy-arktisz                     | 2010. június 13.    | 2010. október 31.    |
| 15 | Pink on the Canvas                | Párduc a ringben                  | 2010. június 13.    | 2010. október 31.    |
| 16 | Pink or Consequences              | A párduc vetélkedik               | 2010. június 20.    | 2010. november 1.    |
| 16 | Z is for Aardvark                 | Z, mint Hangyász                  | 2010. június 20.    | 2010. november 1.    |
| 16 | Pink Me Out to the Ballgame       | Labdaérzék                        | 2010. június 20.    | 2010. november 1.    |
| 17 | Make Pink Not War                 | A párduccal törődj, ne háborúzz!  | 2010. június 27.    | 2010. november 7.    |
| 17 | Pick a Caardvark                  | Húzz egyet!                       | 2010. június 27.    | 2010. november 7.    |
| 17 | Pink Stink                        | A bűz kiűz                        | 2010. június 27.    | 2010. november 7.    |
| 18 | Pink Trek                         | Szamárlétra                       | 2010. július 4.     | 2010. november 8.    |
| 18 | One Too Many Chefs                | Szakácsnak alkalmatlan            | 2010. július 4.     | 2010. november 8.    |
| 18 | Pink Kahuna                       | A strandon bármit csinálni tilos! | 2010. július 4.     | 2010. november 8.    |
| 19 | Enchanted Pinkdom                 | Tündérmesék nyomában              | 2010. augusztus 12. | 2010. december 4.    |
| 19 | Eli the Aardvark                  | Eli, a hangyász                   | 2010. augusztus 12. | 2010. december 4.    |
| 19 | Stop-Pink for Directions          | Őrült motor                       | 2010. augusztus 12. | 2010. december 4.    |
| 20 | Frosted Pink                      | Gépesített örömök                 | 2010. augusztus 13. | 2010. december 5.    |
| 20 | AardvARK                          | Hangyász bárkája                  | 2010. augusztus 13. | 2010. december 5.    |
| 20 | Pink! Pow! Kaboom!                | Rózsaszín képregények             | 2010. augusztus 13. | 2010. december 5.    |
| 21 | A Fairly Pink Pumpkin             | Párduc töke                       | 2010. augusztus 16. | 2010. december 11.   |
| 21 | If Wishes Were Ants               | Csak egy hangya kéne              | 2010. augusztus 16. | 2010. december 11.   |
| 21 | Pink on the Hoof                  | A ló a párduc barátja             | 2010. augusztus 16. | 2010. december 11.   |
| 22 | The Pink, the Bad, and the Ugly   | A párduc, a rossz és a csúf       | 2010. augusztus 17. | 2010. december 12.   |
| 22 | Anti-Ant Trance                   | Hangyátlanító hipnózis            | 2010. augusztus 17. | 2010. december 12.   |
| 22 | Shorely Pink                      | Erőnek erejével                   | 2010. augusztus 17. | 2010. december 12.   |
| 23 | Pink on the Pitch                 | Párduc a pályán                   | 2010. augusztus 18. | 2010. december 18.   |
| 23 | Happy Hunting                     | A vadászat öröme                  | 2010. augusztus 18. | 2010. december 18.   |
| 23 | Catching Forty Pinks              | A párduc-fogás nehézségei         | 2010. augusztus 18. | 2010. december 18.   |
| 24 | A Pinker Tomorrow                 | A rózsaszín jövő                  | 2010. augusztus 19. | 2010. december 19.   |
| 24 | Awful Aardvark                    | A rettegett hanygász              | 2010. augusztus 19. | 2010. december 19.   |
| 24 | Pinkular Mechanics                | Párduc szerel                     | 2010. augusztus 19. | 2010. december 19.   |
| 25 | Note-Ably Pink                    | Zenekari párbaj                   | 2010. augusztus 20. | 2010. december 25.   |
| 25 | Shutter Bugged                    | Hangya lencsevégen                | 2010. augusztus 20. | 2010. december 25.   |
| 25 | Astro Pink                        | Asztro-párduc                     | 2010. augusztus 20. | 2010. december 25.   |
| 26 | A Pink in Time                    | Párduc az időben                  | 2010. augusztus 23. | 2010. december 26.   |
| 26 | Quittin' Time                     | Leszokás                          | 2010. augusztus 23. | 2010. december 26.   |
| 26 | Reel Pink                         | A mozi szerelmese                 | 2010. augusztus 23. | 2010. december 26.   |